# Josiah Tattnall
Josiah Tattnall (ur. w 1762 nieopodal Savannah w stanie Georgia, zm. 6 czerwca 1803 w Nassau na wyspie New Providence na Bahamach) – amerykański polityk.
Wraz z wybuchem wojny o niepodległość Stanów Zjednoczonych wyemigrował wraz z ojcem do Anglii, gdzie studiował na Eaton College. Następnie powrócił do Ameryki i w 1782 roku wstąpił w szeregi Armii Kontynentalnej. W 1793 roku służył w randze pułkownika, a w 1801 roku awansował do rangi generała brygady.
W latach 1796–1799 reprezentował stan Georgia w Senacie Stanów Zjednoczonych a w latach 1801–1802 był gubernatorem tego stanu. 